# Jean Favier

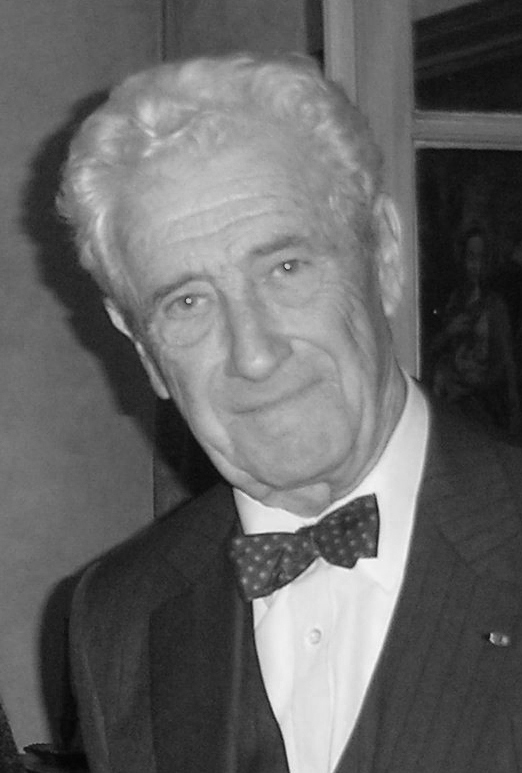
Jean Favier (2005)

Jean Favier (* 2. April 1932 in Paris; † 12. August 2014) war ein französischer Mediävist.

## Leben
Als ehemaliger Schüler der École nationale des chartes arbeitete er als Archivar, Lehrer und Schriftsteller. Von 1975 bis 1994 war er Generaldirektor der Archives de France, von 1994 bis 1997 Präsident der Bibliothèque nationale de France. Des Weiteren trat er im Radio, vor allem bei France Inter als Moderator der Sendung Question pour l’Histoire auf. Favier wurden einige Ehrungen zu Teil. Er erhielt das Großkreuz der Ehrenlegion und des Ordre national du Mérite und war Kommandeur des Ordre des Palmes Académiques, des Ordre des Arts et des Lettres und des Ordens der Eichenkrone sowie Offizier des Bundesverdienstkreuzes.
Er starb am 12. August 2014 in Paris an den Folgen einer Krebserkrankung.

## Schriften (Auswahl)
- De l’or et des épices, naissance de l’homme d’affaires au Moyen âge, éditions Fayard, Paris 1987.
  - Deutsche Übersetzung: Gold und Gewürze. Der Aufstieg des Kaufmanns im Mittelalter, Junius, Hamburg 1992, ISBN 3-88506-195-3.
- L’univers de Chartres, Éditions Bordas, Paris 1988.
  - Deutsche Übersetzung: Das Universum von Chartres. Die Kathedrale Notre-Dame, Kohlhammer, Stuttgart 1989, ISBN 3-17-010648-1.
- La France féodale, le Grand livre du mois, Paris 1995.
  - Deutsche Übersetzung: Frankreich im Zeitalter der Lehnsherrschaft 1000–1515, Deutsche Verlags-Anstalt, Stuttgart 1989, ISBN 3-421-06452-0.